# Alisma praecox
Alisma praecox, vodena trajnica, helofit iz roda žabočuna, porodica žabočunovki, bjeloruski endem.

## Opis
Kopnena biljka, visoka 7-25 (30) cm, s malim gomoljastim zadebljanjem stabljike. Listovi dopiru do polovice cvjetne stabljike, izduženo-lancetasti, dugo zašiljenog ili blago tupog vrha i postupno suženi u peteljku. Listna plojka duga 2-4 cm, široka 0,4-0,8 cm, peteljka duga 2,5-3 (4) cm. Vrsta je inače vrlo slična Alismi gramineum. Cvate u lipnju-početkom srpnja.

## Distribucija
Vjerojatni je endem Bjelorusije. Raste uglavnom u jugoistočnom dijelu republike Bjelorusije u poplavnom području rijeke Pripjat. Naseljava obale starih akumulacija, rjeđe vlažna mjesta s pjeskovitim, muljevitim tlom.

## Ekonomska vrijednost
Krmna biljka, posebno za ptice. Medonosna i ukrasna biljka.